# 嬉々♥
『嬉々♥』（きき）は、柴咲コウの3枚目のアルバム。2007年4月25日にユニバーサルミュージックから発売された。

## 解説
初めて全曲の作詞（作詩）を柴咲コウ自身で行ったアルバム。
初回限定盤のみPVのダイジェスト映像などを収録したDVD付き。

## 収録曲

### CD
作詞（#5は作詩）は全て柴咲コウ。
1. 嬉々
（作曲:大野宏明 編曲:市川淳）
元L'Arc〜en〜CielのSakuraがドラムで参加。
2. at home
（作曲:鶴田勇気 編曲:REO ストリングス・アレンジ:前嶋康明）
12thシングル
3. regret
（作曲:崎谷健次郎 編曲:市川淳）
元L'Arc〜en〜CielのSakuraがドラムで参加。
4. invitation
（作曲:Jin Nakamura 編曲:市川淳）
10thシングル
5. - toi toi -
（作曲・編曲:平野義久）
曲をバックに、ポエトリー・リーディングしている楽曲。
6. 甘いさきくさ
（作曲:so-to 編曲:華原大輔 ストリングス・アレンジ:前嶋康明）
7. 分身
（作曲:重住ひろ子 編曲:鈴木“DAICHI”秀行）
11thシングルのカップリング
8. interference
（作曲:Jin Nakamura 編曲:市川淳）
9thシングルのカップリング
9. サカナカナ
（作曲:陶山準 編曲:中西亮輔）
10. ひと恋めぐり
（作曲:Jin Nakamura 編曲:華原大輔 ストリングス・アレンジ:前嶋康明）
13thシングル
11. 影
（作曲:渡辺未来 編曲:前嶋康明）
9thシングル
12. うさぎ
（作曲:Jin Nakamura 編曲:新屋豊）
13. カレンダー
（作曲:市川淳 編曲:REO ストリングス・アレンジ:前嶋康明）

### DVD
初回盤のみ付属。
1. 「at home」「ひと恋めぐり」PVダイジェスト & メイキング
2. 柴咲コウ インタビュー

## 演奏
- 柴咲コウ
  - Vocal
  - Chorus (#11)
- 市川淳：Programming (#1.3.4.8)
- 石成正人：Guitar (#1.2.3.4.8.9.10.12.13)
- Sakura (SONS OF ALL PUSSYS)：Drums (#1.3)
- 弦一徹ストリングス：Strings (#1.2.3.4.6.7.10.11.12.13)
- Lady Marmalade：Chorus (#1.2.3.4.7.8.9.12.13)
- REO：Programming (#2.13)
- 小林創：Keyboards (#2)
- 種子田健：Bass (#3.12)
- 杉本洋祐：Programming (#5)
- RUSH by 加藤高志：Strings (#5)
- 星野正：Clarinet (#5)
- 旭孝：Flute (#5)
- 藤田乙比古：Horn (#5)
- 福井健太：Sax (#5)
- 細田真子：Piano (#5)
- 小林聡美：Harp (#5)
- 古川望：Guitar (#6.11)
- 華原大輔
  - Other Equipments (#6)
  - Programming (#10)
- 鈴木Daichi秀行：Other Equipments (#7)
- BACCHUS HORNS：Brass (#8)
- 中西亮輔：Programming (#9)
- 金原千恵子ストリングス：Strings (#9)
- 田中菜穂：Chorus (#10)
- 前嶋康明：Programming (#11)
- 河合夕子：Chorus (#11)
- 新屋豊：Programming (#12)
- 沼澤尚：Drums (#12)